# Fritz Baur
Fritz Baur (Dillingen an der Donau, 6 de julho de 1911 - Tübingen, 2 de maio de 1992) foi um jurista alemão e Professor da Eberhard-Karls-Universität Tübingen.

## Biografia
Após terminar o colegial, em 1929, no Ginásio Eberhard-Ludwigs em Stuttgart na Alemanha, Fritz Baur estudou direito nas universidades de Tübingen e Munique entre 1930 e 1933. Ele trabalhou como pesquisador assistente de Heinrich Stoll no ano de 1935, quando recebeu seu doutorado com uma tese sobre a reforma das leis de reparações (de guerra). Passou em seu segundo exame de estado em 1937, e no mesmo ano foi nomeado juiz do Tribunal Regional de Tübingen. Em 1940, habilitou-se como professor na Faculdade de Direito sob Heinrich Stoll e Eduard Kern com o tema "A Vinculação de Decisões". Em 1941, ele foi o primeiro palestrante, e posteriormente professor associado na Universidade de Giessen. Desde 1947, voltou a servir o judiciário; na corte distrital de Tübingen, e posteriormente no Ministério da Justiça.  Em 1954, foi nomeado a um assento na Universidade de Mainz, e em 1956, na Universidade de Tübingen. Ele rejeitou os nomeações para as universidades de Frankfurt, Colônia e Munique, e permaneceu em Tübingen até sua aposentadoria em 1977. No ano de 1981, seus alunos publicaram uma festschrift em sua homenagem. No aniversário de 80 anos de Baur, em 1991, foi organizado um simpósio intitulado "Em Rumo a um Direito Processual Civil Europeu". As suas áreas de investigação incluíram o direito civil e direito processual civil. A partir de 1958, foi coeditor do jornal Juristenzeitung (JZ), e desde 1967, co-editor da Revista de Processo Civil, (ZZP).

## Prêmios
- 1970: doutoramento honoris causa, pela Universidade de Innsbruck
- 1975: doutoramento honoris causa, pela Universidade de Atenas
- 1985: Grã Cruz Federal de Mérito da República da Alemanha
- Membro honorário da Associação Japonesa de Direito Processual Civil
- Membro honorário do Instituto Mexicano del Derecho Procesual

## Alunos
Membros distinguido do seu círculo de Estudantes:
- Rolf Stürner
- Wolfgang Grunsky
- Manfred Wolf
- Gerhard Walter

## Obras Selecionadas

### Livros, Monografias
- Lehrbuch des Sachenrechts - Livro-texto de direito de propriedade, (1. – 15. Edição)
- Zivilprozessrecht - Contencioso Civil (1. – 6. Edição)
- Einführung in das Recht der Bundesrepublik Deutschland - Introdução ao Direito da República Federal da Alemanha
- Zwangsvollstreckungs, Konkurs- und Vergleichsrecht - Conceitos básicos da Lei de Jurisdição voluntária
- De encerramento, a insolvência e o direito comparado
- Studien zum einstweiligen Rechtsschutz - Estudos da protecção legal temporária
- Reform des Schadensersatzrechts - Reforma da lei de indenização
- Wege zu einer Konzentration der mündlichen Verhandlung im Prozess - Caminhos para uma concentração de audiência no processo

### Ensaios
- Der Beseitigungsanspruch nach § 1004 BGB, AcP 160, 465
- Der Testamentsvollstrecker als Unternehmer, Festschrift für Dölle I, 1963, 249
- Zuständigkeit aus dem Sachzusammenhang, Festschrift für v. Hippel, 1967, 1
- Hypothetische Inzidentprozesse, Festschrift für Larenz, 1973, 1063
- Einige Bemerkungen zum verfahrensrechtlichen ordre public, Festschrift für Guldener, 1973, 1.
- Die ideelle Immission, Festschrift für Michelakis, 1973.